# Fa 223 (航空機)
フォッケ・アハゲリス Fa 223
ドイツのビュッケブルクにあるヘリコプター博物館で展示されているFa 223
- 分類：ヘリコプター
- 設計者：ハインリヒ・フォッケ
- 製造者：フォッケ・アハゲリス
- 運用者：ドイツ空軍、フランス空軍、チェコスロバキア空軍
- 初飛行：1940年8月3日
- 生産数：11機
- 生産開始：1942年

フォッケ・アハゲリス Fa 223 ドラッヘ（竜）は、第2次世界大戦時にドイツのフォッケ・アハゲリスで開発されたヘリコプターである。

## 概要
連合軍に対する防衛戦のために限定的な生産で僅か20機程の生産に留まったが、量産段階までこぎつけた最初のヘリコプターということで注目に値する。長さ12m（40 ft）の円筒形の胴体の左右に張り出した梁に取り付けられた2つの直径12m（39 ft）の3枚ローターを1,000馬力のブラモ 323星型エンジンで駆動していた。
Fa223は175 km/h (109 mph) の速度を維持して飛行できた。また最高速度は182 km/h (113 mph)を記録し、7,100 m (23,000 ft)の高度まで到達できた。この機は1,000 kg (2,200 lb)以上の荷物を搭載し、巡航速度121 km/h (75 mph)で高度2,440 m (8,000 ft)を飛行できた。

## 開発
ハインリヒ・フォッケは1936年にナチス体制によって自身が共同で設立したフォッケウルフから引き離された。表向きの理由は彼が「政治的に信用できない」ということであったが、フォッケウルフ社の製造能力をメッサーシュミットBf109の生産に転換するためであったと信じられている。フォッケウルフはAEGに買収されたが、この後すぐに  Fw 61ヘリコプターに強い印象を受けた航空省はフォッケにヘリコプター開発専門の新しい会社を設立することを勧め、ペイロード700 kg (1,500 lb)の能力を持つ改良型の要求仕様を出した。1937年にフォッケはパイロットのゲルト・アハゲリスと共同でフォッケ・アハゲリス社を設立し、1938年にデルメンホルストで開発作業を始めた。
フォッケ・アハゲリス社は6人が搭乗できるFw 61の拡大版を製造した。完成した本機はFa 226「ホルニッセ(Hornisse)」(蜂)と命名された。この機のエンジン、トランスミッションとローターハブの開発にあたってはBMWのベルリン工場と契約した。Fa 226は世界初の輸送ヘリコプターであり、1938年にルフトハンザから注文を受けた。
最初の試作機が飛ぶ前に、Fa 226に興味を覚えた航空省は1939年にFa 223を再設計した。ドイツ海軍もホルニッセに興味を抱き、すぐにこの機を高速魚雷艇の代わりにすることにした。
1939年9月に最初の試作機V1号機がデルメンホルストをあとにした。今や「ドラッヘ（Drache）」（竜）という通称になったFa 223はFw 61と同じ双ローター配置だったが鋼管製胴体の中央部にはブラモ エンジンを積み、完全に覆われたキャビンと荷室をもっていた。
最初のホバリングテストでは問題が発生したため、V1号機は1940年まで飛行しなかった。BMW・ブラモ 323Dはどんなに短時間でも高出力運転をすると損傷し易く、後の試作機では信頼性の向上と積載量の増加のためにより丈夫な1,000 hpを発生するブラモ 323Q3に換装された。しかしながら、最大の問題点はローターが同調しない時において、ローターに回転力を伝達するローター軸のアンバランスが引き起こす激しい振動であった。この問題はBMWの開発担当者が細部を改善することでようやく解決できた。

### 初飛行
V1号機の係留されない状態での初飛行は、100時間以上の地上テストの後の1940年8月3日に行われた。10月にはデモンストレーションのためにテストセンターのあるレヒリン（Rechlin）へ飛行した。この飛行で最高速度182 km/h (113 mph)、上昇率528 m (1,730 ft)／分、最高高度7,100 m (23,000 ft)を達成した。
これにもかかわらずドラッヘはとても軍用に供する状態ではなかった。フォッケ・アハゲリス社は開発プログラムを促進するように言われ、100機の初期生産の注文が約束された。

### 派生型
レヒリンでのヘリコプターのデモの後、航空省は以下の5つの派生型の要求仕様を出した。
- Fa 223A - 2 x 250 kg (550 lb) 爆弾 か 爆雷を搭載した対潜水艦攻撃機
- Fa 223B - 投棄可能な燃料タンクを装備した偵察機
- Fa 223C - 鋼索ウインチを装備した捜索／救難機
- Fa 223D - 山岳部隊への補給用の輸送機
- Fa 223E - 複式操縦装置付の訓練機

1941年2月にV1号機はオートローテーションのため、超低空でエンジンが故障し墜落。機体は失われた。
まもなく、ガラス張りの操縦席と観測員が操作する機関銃を装備したV2号機が完成したがすぐに連合軍航空機の地上攻撃により破壊されてしまった。

### V3 試作機
V3号機が完成する頃には航空省は異なる仕様の派生型という考えを捨て、全ての役割を包括した1種類の多用途機に集中することにした。V3号機はこの新しい考えを反映し、複式操縦装置と電動ウインチを含む全ての型の装備を備えるように設計された。
前の試作機と同様にV3号機の機体は、重量の軽減と修復のし易さを考慮して溶接鋼管に加工された布を貼り付けたものだった。機体内部は、操縦席、貨物室、エンジン室、尾部の4つに分かれていた。エンジンとその前にあるギアボックスは中央部に搭載されており、数本の張りをもたせた鋼索で保持されていた。

## 生産
Fa 223のシリーズ生産は1942年にデルメンホルストのフォッケ・アハゲリス社の工場で始まった。それからまもなくして工場は連合軍航空機の地上攻撃を受け、生き残った2機の試作機とともに最終組み立て工程にあった7機の前量産型が破壊された。
工場を修復する試みがなされたが1943年に8機を生産した後で放棄され、新しい工場がシュトゥットガルト近郊のラウプハイム(Laupheim)に建てられた。新しい工場から現れた最初のドラッヘ、V11号機はカール・ボーデ（Karl Bode）により操縦されFa 223の能力を示すために航空省向けに1連の記録フィルムが撮られた。フィルムではドラッヘがクイックリリース機能付き電動カーゴフックを使用し フィーゼラーシュトルヒとメッサーシュミットBf109の胴体を吊り上げて、素晴らしい正確さで車両の上に降ろすのが見られた。
1944年の春にドルニエ Do 217がオーストリアのVehner moor（オスナブリュックとオルデンブルクの間）で墜落した。これの回収にV11号機が送られることに決まったが、不運なことにV11号機はDo 217の残骸を吊り上げようとする前に現場の近くで墜落してしまった。
それからこの両機をV14号機を使って回収することが決められ、カール・ボーデとドイツ空軍のヘリコプターパイロットのヘルムート・ゲルステンハウアー（Helmut Gerstenhauer）が操縦して1944年5月11日に回収作戦が始まった。少人数のフォッケ・アハゲリス社の社員と空軍の回収中隊が既にV11号機を分解しており、V14号機はカーゴネットに積まれた分解済みの機体を吊り上げ回収用の車両の上に降ろした。V11号機とDo 217の主要な部位は回収され、多くの有益な経験が得られた。
この後で航空省はヘリコプターを山岳師団の輸送手段として使用する評価試験を実施することに決め、V16号機がインスブルック近郊ミッテンヴァルトの山岳戦闘学校に配備されV14号機は予備機とされた。テストの目的はドラッヘが如何に汎用全天候輸送機として機能するかを見ることであった。海抜1,600 m (5,200 ft)以上の高度で何度と無く離着陸が繰り返され、これに加え実験的に山岳兵に山砲までをも届けた。1944年10月にテストが終了したときには合計83回の飛行が行われ、総飛行時間は20時間に及んだ。
1944年7月に地上攻撃によって生産が中断されるまでラウプハイムでは僅か7機しか生産されず、工場は全滅した。攻撃を受けたときV18号機が出荷直前、13機のドラッヘが組み立て中で、あと19機分の部品が揃っていた。攻撃の後、航空省はこれ以上プロジェクトを続行するのは無駄であると判断し、山岳テストの後でフォッケはメッサーシュミット社のスタッフに任命された。
僅か1週間後にフォッケは新しい命令を受け取った。今回の命令はフォッケ・アハゲリス社に戻り全ての作業をベルリンのテンペルホーフ空港に移し、そこで飛行テストを再開し月産400機の生産ラインを立ち上げるようにというものであった。

## 作戦運用
V12号機はドイツからの長距離クロスカントリー飛行の後、山中に閉じ込められた17人を救出するためにモンブランに飛んだ。不運なことに、機体は着地したものの機械リンクの故障でローターが破壊され、土手に投げ出されてしまい搭乗員は死亡した。

### ダンツィヒへの飛行
1945年2月フォッケ・アハゲリス社は残存した5機のドラッヘの内2機を手元に置き、何とか新しい機体を生産しようとしていた。2月25日に突如、ダンツィヒへ飛ぶようにという「総統からの特別命令」が発せられた。
2月26日にゲルステンハウアーと2人の副操縦士がテンペルホーフ空港から離陸した。最初に機は南西のヴュルツブルク方向へ飛んだが、ゲルステンハウアーは悪天候により方向感覚を失いクライルスハイムに着陸しなければならなかった。天候が回復すると再び飛び立ち給油のためにヴュルツブルクに着陸した。翌日、北東方向へ飛び、ヴェルダー(Werder)までの500 km (310 mi)の無着陸飛行を行った。
3日目ドラッヘはシュテティン=アルトダム（Stettin-Altdamm）へ向けて北東へ飛行を続けたが、再び天候が悪化して今度はプレンツラウ（Prenzlau）に着陸させられた。翌日、飛行を再開しようとしたが天候は回復せずに夜の間ダンツィヒの西、ストルプ（Stolp）に停まった。
3月5日には戦況は非常に悪化し、ゲルステンハウアーは赤軍が来る前にストルプを離れなければならないと判断した。彼らは離陸し前進する赤軍の頭上を飛行し直接ダンツィヒに向かったが、ダンツィヒに到着したときには街が既に陥落したことを知っただけであった。次の命令を待つために街の外に着陸したが、次の命令とはヴェルデルへ帰還せよというものであった。ゲルステンハウアーらはガルツ（Garz）経由でバルト海沿岸を長距離飛び、3月11日になってようやくヴェルデルに到着した。
総飛行距離は1,500 km (930 mi)、飛行時間は16時間25分に達した。

### TS/40
1945年1月航空省は残りの3機のドラッヘをバイエルン、ミュールドルフ（Mühldorf）のドイツ空軍唯一のヘリコプター運用飛行隊である第40輸送飛行隊（Transportstaffel 40、TS/40）に配備した。第40輸送飛行隊は各地を転々とし、オーストリアのエインリンク（Ainring）で終戦を迎えた。そこでは1機のドラッヘが鹵獲されないようにパイロットの手によって破壊されたが、他の2機はアメリカ軍により接収された。

### 海峡横断飛行

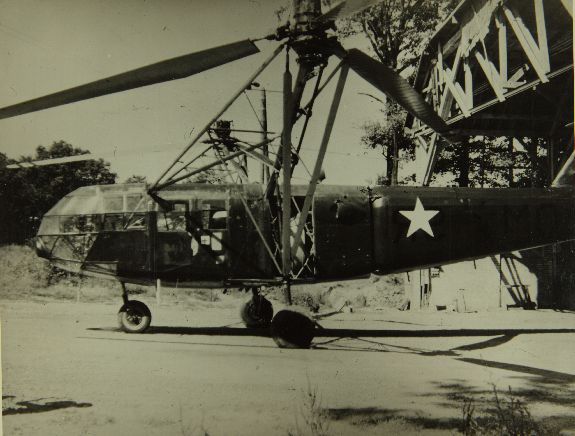
アメリカ軍に鹵獲されたFa 223

アメリカは鹵獲した機を船に載せて本国へ持ち帰ろうとしたが、ドラッヘ1機分のスペースしか確保できなかった。英国空軍はもう1機を破壊することに反対し、そこで1945年9月6日にゲルステンハウアーと2人の監視兵はV14号機に乗ってシェルブールからビューリー（Beaulieu）空軍基地までイギリス海峡横断飛行を行った。これがヘリコプターによる最初の海峡横断飛行であった。
後にV14号機は10月3日にドライブシャフトの故障で墜落するまで、ビューリー空軍基地で2回のテスト飛行を成功させた。事故原因はゲルステンハウアーの忠告にもかかわらずエンジンを保持している鋼索に適切な張りをもたせなかったことによるものと考えられる。

## 戦後
フランスでは、シュド・ウエスト（SNCASO）がフォッケの協力でFa 223の発展型としてSE-3000を製造した。この機はブラモ ファニール エンジンを搭載した4人乗りの輸送機として設計された。1948年10月23日に初飛行し、3機が製造された。
チェコスロバキアでは、1945年から1946年にかけて2機のFa 223が回収された部品からCeskoslovenske Zavody Letecke社（Aviaの前身）により組み立てられ、VR-1と命名された。

## 派生型
2機の胴体を縦につなぎ4ローターの重量物運搬ヘリコプターとしたハイブリッド型がフォッケにより提案された。未完成の結合された中央胴体部がオクゼンハウゼン（Ochsenhausen）で連合軍兵士により発見された。

## 運用
ドイツ空軍
第40輸送飛行隊
 チェコスロバキア
チェコスロバキア空軍　戦後2機を受領、VR-1と命名。
 フランス
フランス空軍　戦後1機を受領、SE-3000と命名。

## 性能・主要諸元
- 定員：乗員 操縦士1名、乗員3名(対潜水艦、捜索／救難)
- 搭乗可能数：操縦士、乗員 + 兵員8名か傷病者用の担架4床
- 全長：12.25 m (40 ft 2 in)
- 全高：4.35 m (14 ft 3 in)
- 主回転翼直径：12.0 m (39 ft 4 in)
- 空虚重量：3,180 kg (7,000 lb)
- 全備重量：3,860 kg (8,500 lb)
- 有効搭載重量：1,002 kg (2,202 lb)
- 最大離陸重量：4,309 - 4,434 kg (9,500 - 9,775 lb)
- 発動機：1 * BMW・ブラモ 323D 9気筒 星型エンジン、1,000 hp (746 kW)
- 超過禁止速度：175 km/h (109 mph)
- 巡航速度：121 km/h (75 mph)
- 航続距離：700 km (435 miles)
- 巡航高度：2,400 m (7,874 ft)　最大離陸重量で
- 上昇率：4 m/s (13 ft/s)
- 武装：1 * MG 15 機関銃を機首に装備、2 * 250 kg (551 lb.)爆弾

## 登場作品
アニメ
『ガールズ&パンツァー』
黒森峰女学園が所有しており、TV版第6話のBパート後半に登場する。
小説
『鏖殺の凶鳥』（文庫名：『凶鳥〈フッケバイン〉 ヒトラー最終指令』）
ドイツ領内に墜落した国籍不明機を回収すべく、墜落現場付近にドイツ国防軍の降下猟兵中隊を編隊で輸送する。物語終盤、中隊の残存人員と民間人の生存者らを回収した。

### 書籍
- Coates, Steve and Carbonel, Jean-Christophe. Helicopters of the Third Reich. Crowborough, UK: Classic Publications Ltd., 2002. ISBN 1-903223-24-5.
- Nowarra, Heinz J. German Helicopters, 1928-1945. Atglen, PA: Schiffer Publishing, 1990. ISBN 0-88740-289-5.
- Polmar, Norman; Floyd D. Kennedy (1981). Military Helicopters of the World: Military Rotary-wing Aircraft Since 1917. Naval Institute Press. ISBN 0870213830
- Smith, J. Richard. Focke-Wulf, an Aircraft Album. London: Ian Allan Ltd., 1973. ISBN 0-7110-0425-0.
- Smith, J. Richard and Kay, Anthony. German Aircraft of the Second World War. London: Putnam & Company Ltd. 1972 (3rd edition 1978). ISBN 0-370-00024-2.
- Witkowski, Ryszard. Rotorcraft of the Third Reich. Redbourn, UK: Mushroom Model Publications, 2007. ISBN 978-83-89450-43-2.